# Scholengroep Den Haag Zuid-West

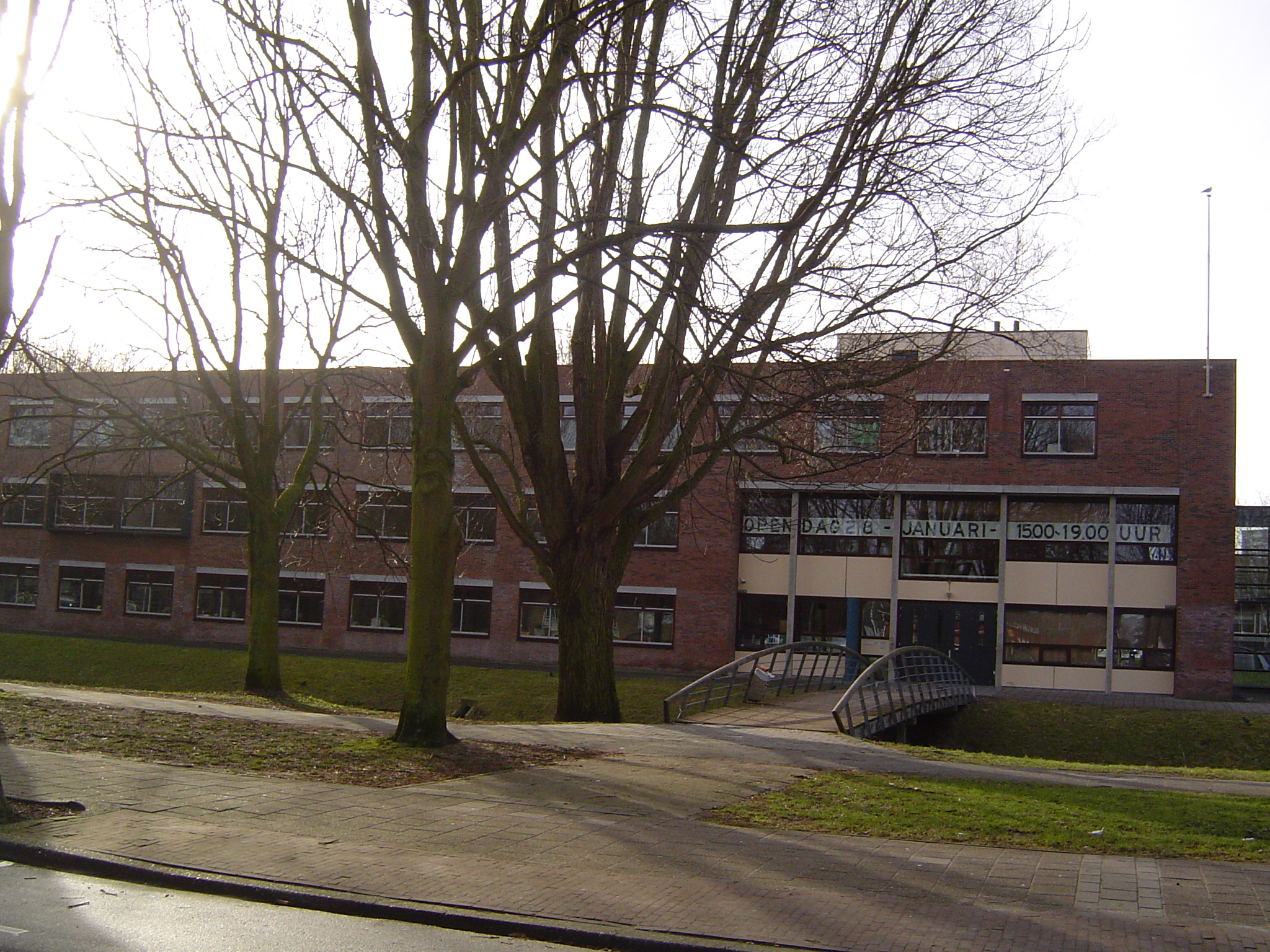
Locatie Beresteinlaan. Dit was de hoofdlocatie van de scholengroep.

Scholengroep Den Haag Zuid-West is een voormalige openbare middelbare scholengemeenschap in Den Haag. De scholengroep stond eerder bekend onder de naam Terra College.

## Geschiedenis
Het Terra College is tot stand gekomen door een fusie van vijf middelbare scholen in het stadsdeel Escamp:
- Haagse School voor Mode & Kleding
- Interconfessioneel Hofstadcollege - afdeling Horeca & Techniek
- Thomas More/Overvoorde College (TMO)
- Stevin College

Sinds 2003 is er een nieuwe vestiging van het Terra College geopend in de vinex-wijk Wateringse Veld. Deze locatie was aanvankelijk gevestigd in een noodgebouw aan de Leyweg 1479 tot de nieuwbouw aan de Missouri 1 in gebruik werd genomen. De scholengroep had vanaf dat moment zes locaties verspreid over Den Haag Zuid-West. Eind 2004 telde de scholengroep meer dan 2.000 leerlingen.
In 2005 werd de naam Terra College gewijzigd in Scholengroep Den Haag Zuid-West. Dit gebeurde als reactie op de gevolgen van de moord op conrector Hans van Wieren.
In 2020 werden de eerste stappen gezet naar een fusie tussen Scholengroep Den Haag Zuid-West en de Lucas Scholengroep. Een haalbaarheidsonderzoek naar deze fusie leverde een positief advies op. Op 29 juni 2022 werd bekend dat de twee scholengroepen per augustus van dat jaar gaan fuseren. Daarmee komt effectief een einde aan Scholengroep Den Haag Zuid-West.

## Locaties
De scholengroep bestond uit drie locaties. Alle locaties waren gevestigd in Den Haag Zuid-West.
- Zuid-West College, Beresteinlaan 627
- Wateringse Veld College, Missouri 1
- Roemer Visscherstraat College, Roemer Visscherstraat 106

De laatstgenoemde locatie is ontstaan uit een fusie tussen twee locaties:
- Het Haagsch Vakcollege, Meppelweg 339
- De Haagse, Beatrijsstraat 35

## Moord op 13 januari 2004
In januari 2004 kwam de school in het nieuws doordat een leerling op 13 januari de conrector, de 49-jarige Hans van Wieren, tijdens de middagpauze neerschoot. 's Avonds overleed Van Wieren aan zijn verwondingen. De dader, Murat Demir, gaf zichzelf later aan bij de politie. Op 16 januari werd in de school een herdenkingsbijeenkomst gehouden.
Door de moord kreeg de school minder leerlingen en moesten er docenten ontslagen worden. Ook is de naam veranderd: de naam Terra College werd Scholengroep Den Haag Zuid-West. Alle locaties kregen afzonderlijke namen.
De school heeft een vwo-plusklas.